# Розгирче

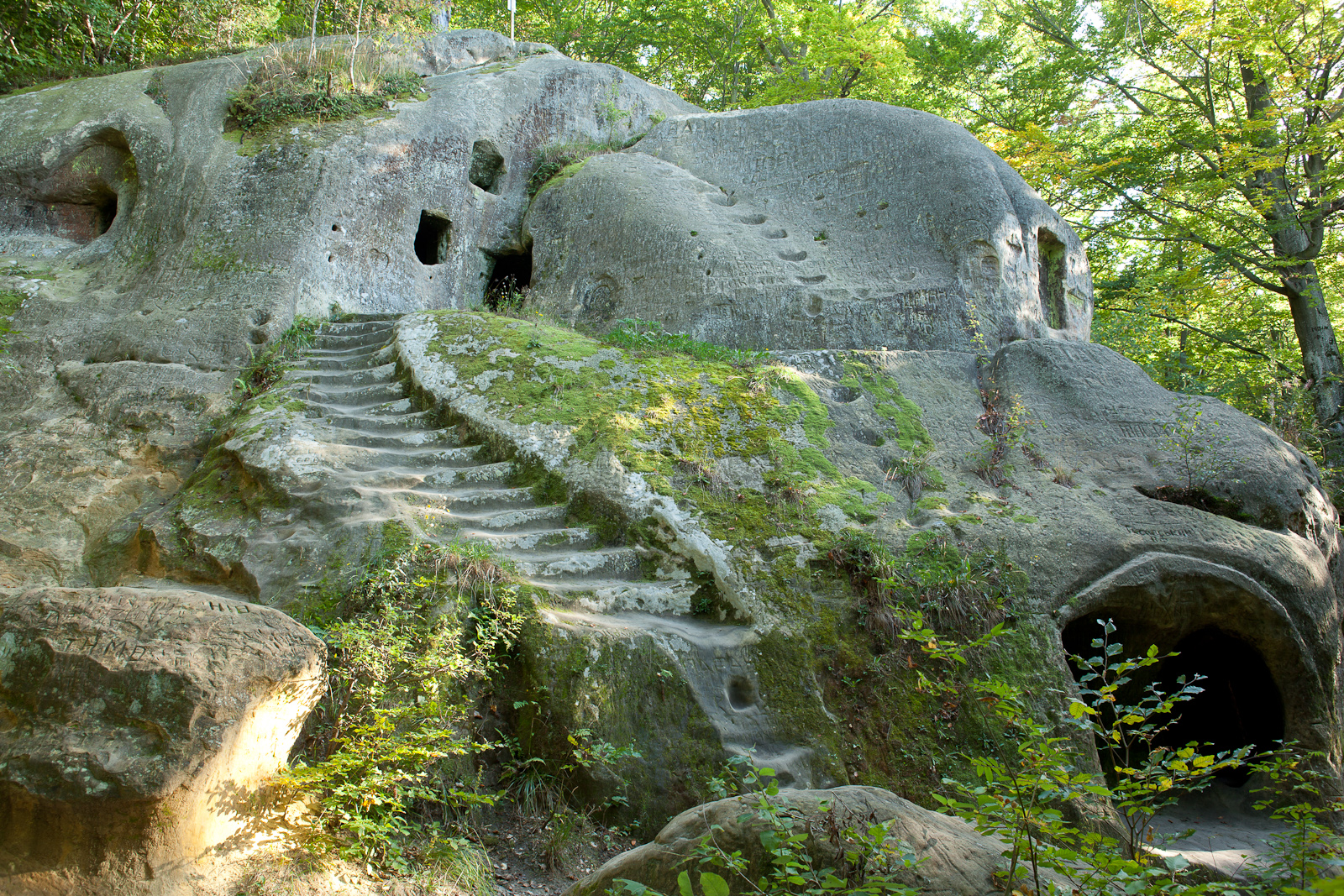
Скальный монастырь в Розгирче

Розгирче (укр. Розгірче) — село в Стрыйской городской общине Стрыйского района Львовской области Украины. Расположено в долине реки Стрый. Известно с 1460 года.
Население по переписи 2001 года составляло 566 человек. Занимает площадь 21,92 км². Почтовый индекс — 82472. Телефонный код — 3245.
На юго-восточной окраине села расположен скальный монастырь, первые упоминания о котором относятся ко второй половине XV в. Вероятно, монастырь был построен в XIII—XIV вв.